# I'll Have to Say I Love You in a Song
"I'll Have to Say I Love You in a Song" is een nummer van de Amerikaanse singer-songwriter Jim Croce. Het nummer werd uitgebracht op zijn postume album I Got a Name uit 1973. In maart 1974 werd het nummer uitgebracht als de tweede single van het album.

## Achtergrond
"I'll Have to Say I Love You in a Song" is geschreven door Croce zelf en geproduceerd door Terry Cashman en Tommy West. Croce schreef het nummer naar aanleiding van onenigheid met zijn vrouw Ingrid. In plaats van ruzie te maken, vertelde Ingrid dat Jim "naar beneden ging, en hij begon te spelen zoals hij altijd deed wanneer hij schreef... de volgende ochtend werd hij vroeg wakker en zong het voor mij".
"I'll Have to Say I Love You in a Song" is de vierde postume single van Croce, nadat hij op 20 september 1973 bij een vliegtuigongeluk om het leven kwam. Een dag na de crash kwam de single "I Got a Name" uit. Vervolgens werden twee nummers van oudere albums uitgebracht, "Time in a Bottle" en "It Doesn't Have to Be That Way", voordat "I'll Have to Say I Love You in a Song" werd gekozen als de tweede single van het album I Got a Name.
Ingrid Croce schreef een autobiografisch kookboek met de titel Thyme in a Bottle, waarin zij tevens anekdotes over Jim vertelde. Over dit "I'll Have to Say I Love You in a Song" schreef zij: "Jim kwam een weekend thuis om te relaxen met zijn familie nadat hij een aantal maanden op tournee was geweest. We gingen zitten en genoten van onze tijd samen. Jim verwachtte de volgende dag echter bezoek, om confrontatie te voorkomen vertelde hij me niet dat er een hele filmcrew kwam! De volgende ochtend stonden vijftien mensen van Acorn Productions in ons huis om een promotionele film te maken van Jim op zijn boerderij. Ik bereidde ontbijt, lunch en diner voor de hele crew en nadat zij vertrokken, vroeg ik Jim naar onze financiën. Na anderhalf jaar hard aan het werk te zijn geweest, konden we nauwelijks ons hoofd boven water houden, maar Jim wilde er niet over praten. Hij haatte vragen net zoveel als confrontaties, vooral over geld. Hij stormde onze slaapkamer uit en ging naar de keukentafel om te broeden. De volgende ochtend maakte hij me rustig wakker door zijn nieuwe nummer te zingen: "Every time I tried to tell you the words just came out wrong, so I'll have to say 'I love you' in a song"."
"I'll Have to Say I Love You in a Song" werd een grote hit in de Verenigde Staten, waarin het de negende plaats in de Billboard Hot 100 haalde. Tevens werd het een nummer 1-hit in de Adult Contemporary-lijst. In Canada bereikte de single de vierde plaats. Ook in een aantal andere landen wist het de hitlijsten te halen, zo kwam het in Nederland respectievelijk tot de plaatsen 29 en 28 in de Top 40 en de Daverende Dertig. Het nummer is gecoverd door onder meer Cilla Black, Cleo Laine, Jerry Reed, Mary Travers, The Ventures en Andy Williams.

## Hitnoteringen

### Nederlandse Top 40
| Hitnotering: 08-06-1974 t/m 13-07-1974 | Hitnotering: 08-06-1974 t/m 13-07-1974 | Hitnotering: 08-06-1974 t/m 13-07-1974 | Hitnotering: 08-06-1974 t/m 13-07-1974 | Hitnotering: 08-06-1974 t/m 13-07-1974 | Hitnotering: 08-06-1974 t/m 13-07-1974 | Hitnotering: 08-06-1974 t/m 13-07-1974 | Hitnotering: 08-06-1974 t/m 13-07-1974 |
| Week                                   | 1                                      | 2                                      | 3                                      | 4                                      | 5                                      | 6                                      |                                        |
| -------------------------------------- | -------------------------------------- | -------------------------------------- | -------------------------------------- | -------------------------------------- | -------------------------------------- | -------------------------------------- | -------------------------------------- |
| Nummer                                 | 37                                     | 33                                     | 32                                     | 29                                     | 34                                     | 38                                     | uit                                    |

### Daverende Dertig
| Hitnotering: 15-06-1974 t/m 22-06-1974 | Hitnotering: 15-06-1974 t/m 22-06-1974 | Hitnotering: 15-06-1974 t/m 22-06-1974 | Hitnotering: 15-06-1974 t/m 22-06-1974 |
| Week                                   | 1                                      | 2                                      |                                        |
| -------------------------------------- | -------------------------------------- | -------------------------------------- | -------------------------------------- |
| Positie                                | 28                                     | 28                                     | uit                                    |

### NPO Radio 2 Top 2000
| Nummer met noteringen in de NPO Radio 2 Top 2000 | '99 | '00 | '01 | '02 | '03 | '04 | '05 | '06 | '07  | '08 | '09  | '10 | '11  | '12  | '13  | '14  | '15  | '16  | '17  | '18  | '19  |
| ------------------------------------------------ | --- | --- | --- | --- | --- | --- | --- | --- | ---- | --- | ---- | --- | ---- | ---- | ---- | ---- | ---- | ---- | ---- | ---- | ---- |
| I'll Have to Say I Love You in a Song            | 769 | 831 | 892 | 627 | 805 | 802 | 812 | 779 | 1075 | 815 | 1013 | 851 | 1035 | 1381 | 1212 | 1258 | 1385 | 1626 | 1507 | 1924 | 1742 |

1. ↑  Een vetgedrukt getal geeft de hoogste notering aan.
2. ↑  Deze tabel is bijgewerkt tot en met de laatste editie (2024).